# NGC 5152
NGC 5152 је спирална галаксија у сазвежђу Хидра која се налази на NGC листи објеката дубоког неба.
Деклинација објекта је - 29° 37' 9" а ректасцензија 13h 27m 51,5s. Привидна величина (магнитуда) објекта NGC 5152 износи 12,5 а фотографска магнитуда 13,3. Налази се на удаљености од 86,7000 милиона парсека од Сунца. NGC 5152 је још познат и под ознакама ESO 444-44, MCG -5-32-24, AM 1325-292, PGC 47187.